# Hanö
Hanö es una isla frente a la península de Listerlandet, en el oeste de Blekinge, en el país europeo de Suecia.
Entre 1810 y 1812 la Marina Real Británica utilizó la isla como su base durante sus operaciones en el Mar Báltico. El "Cementerio Inglés" está situado en la isla, y todavía hoy los buques de guerra británicos visitan la isla para rendir homenaje a los marineros que descansan allí. En 1972 la Marina Real construyó una gran cruz de madera sobre el terreno del cementerio que es visible a varios kilómetros desde el mar.